# Reiner Frieske
Reiner Frieske, nemški rokometaš, * 11. oktober 1940, Lommatzsch.
Leta 1972 je na poletnih olimpijskih igrah v Münchnu v sestavi vzhodnonemške rokometne reprezentance osvojil četrto mesto.